# Stefanija Turkevitj
Stefanija Ivanivna Turkevitj-Lukijanovitj (ukrainsk 'Стефанія Іванівна Туркевич-Лукіянович', født 25. april 1898 i Lemberg, Galicien, Østrig-Ungarn, død 8. april 1977 i Cambridge, Storbritannien) var en ukrainsk komponist og musikolog.

## Liv
Hun fik sin første musikundervisning af sin mor. Efter første verdenskrig studerede hun klassisk komposition med Vasil Barvinskij ('Василь Олександрович Барвінський'; 1888–1963) og klaver med Vilém Kurz og Je. Ljalevitj ( Є. Лялевич ) ved det efter Mikola Lisenko opkaldte højere musikinstitut i Lviv. Derefter flyttede hun til Østrig og studerede hos Guido Adler ved universitetet i Wien og Joseph Marx ved musikakademiet. I 1925 rejste hun med sin første mand Robert Lisovskij til Berlin, hvor hun studerede hos Franz Schreker og Arnold Schönberg. Fra Berlin rejste hun til Prag, hvor hun studerede hos Zdeněk Nejedlý ved Karlsuniversitetet, hos Otakar Sin ved Prags konservatorium og hos Vítězslav Novák ved musikakademiet. I 1934 modtog hun sin doktorgrad i musikvidenskab fra det ukrainske frie universitet i Prag.
Mellem 1935 og 1939 underviste hun i harmoni og klaver ved det det højere musikinstitut i Lviv, og fra 1940 til 1944 underviste hun der på Konservatoriet, var klaverakkompagnatør ved Lviv Opera og pianist for radioen.
I forbindelse med flugt fra den røde hær emigrerede hun til Storbritannien i 1946 med sin anden mand, Nartsiz Lukijanovitj ('Нарциз Денисович Лукіянович'; 1907–1985) og arbejdede der på sine kompositioner. Hun skabte balletmusik og en opera, komponerede fire symfonier, liturgisk musik, kammermusik samt stykker til klaver og kunstsange.
Stefanija Turkevvitj-Lukijanovvitj var mor til maleren Soja Lisovska ('Зоя Робертівна Лісовська-Нижанківська'; * 1927)

## Eksterne links
- Stefania Turkewich: Galicians I |The Art Songs
- Ukrainsk kunstsangsprojekt - Stefania Turkewich
- «Цар Ох» або Серце Оксани - Hjertet af Oksana
- Фільм про Стефанію Туркевич – Фільм про Стефанію Туркевич - En film om Stefanija Turkevich
- Світова прем'єра Першої симфонії Стефанії Туркевич - Verdenspremieren på Stefanija Turkevytschs første symfoni
- Три симфонічні ескізи - Tre symfoniske skitser - verdenspremiere
- Концерт-присвята til 120 року з дня народження Стефанії Туркевич - koncert til 120-års fødselsdag for Stefanija Turkewytsch
- Прем'єра. Стефанія Туркевич-Лукіянович "Серце Оксани" опера - premiere. Stefanija Iwaniwna Turkewytsch-Lukijanowytsch Opera "Heart of Oksana"